# Jefferson (Comtat de York)
Jefferson és una població del Comtat de York (Pennsilvània) als Estats Units d'Amèrica.

## Demografia
Segons el cens del 2000 Jefferson tenia 631 habitants, 253 habitatges, i 191 famílies. La densitat de població era de 399,4 habitants per quilòmetre quadrat.
Dels 253 habitatges en un 30,8% hi vivien nens de menys de 18 anys, en un 64,4% hi vivien parelles casades, en un 9,1% dones solteres, i en un 24,5% no eren unitats familiars. En el 22,5% dels habitatges hi vivien persones soles el 10,3% de les quals corresponia a persones de 65 anys o més que vivien soles. El nombre mitjà de persones vivint en cada habitatge era de 2,49 i el nombre mitjà de persones que vivien en cada família era de 2,92.
Per edats la població es repartia de la següent manera: un 24,1% tenia menys de 18 anys, un 7,4% entre 18 i 24, un 26,6% entre 25 i 44, un 28,2% de 45 a 60 i un 13,6% 65 anys o més.
L'edat mediana era de 39 anys. Per cada 100 dones de 18 o més anys hi havia 102,1 homes.
La renda mediana per habitatge era de 43.542 $ i la renda mediana per família de 49.028 $. Els homes tenien una renda mediana de 37.313 $ mentre que les dones 27.031 $. La renda per capita de la població era de 19.070 $. Entorn de l'1,1% de les famílies i l'1,7% de la població estaven per davall del llindar de pobresa.

## Poblacions properes
El següent diagrama mostra les poblacions més properes.